# Anna Paulina Luna
Anna Paulina Luna (de soltera Mayerhofer; Santa Ana, California, 6 de mayo de 1989) es una veterana de la Fuerza Aérea, política y ex modelo estadounidense. Afiliada al Partido Republicano, desde 2023 es representante de Estados Unidos por el 13.º distrito congresional de Florida.
Luna también es miembro del Caucus de la Libertad de la Cámara de Representantes; sus opiniones han sido identificadas como conservadoras. Se ha descrito a sí misma como una «extremista provida».

## Educación
Luna asistió a seis escuelas secundarias diferentes antes de graduarse. A la edad de 19 años, se alistó en la Fuerza Aérea, donde se desempeñó como gerente de aeródromo en la Base de la Fuerza Aérea Whiteman en Misuri y luego en Florida. Obtuvo una Medalla al Logro de la Fuerza Aérea antes de ser dada de baja con honores en 2014. En 2017, obtuvo una licenciatura en biología de la Universidad de Florida Occidental.

## Ideología
Luna es conservadora. Ha hecho campaña en contra del aborto y de la inmigración ilegal y a favor de la libre portación de armas.

## Vida personal
Luna es católica. Está casada con el operador de las Fuerzas Especiales de la Fuerza Aérea Andrew Gamberzky, con quien tiene un hijo.
En 2019, tomó el apellido de soltera de su abuela materna, Luna, para representar su herencia hispana.

## Resultados electorales

### Cámara de Representantes de los Estados Unidos
|  | 46.96 % |

|  | 53.15 % |

|  | 54.83 % |